# Sarax monodenticulatus
Espèce
Sarax monodenticulatus est une espèce d'amblypyges de la famille des Charinidae.

## Distribution
Cette espèce est endémique de Waigeo en Papouasie occidentale en Indonésie,.

## Description
Les mâles mesurent de 4,88 à 6,48 mm et les femelles de 2,48 à 5,60 mm.
La carapace des mâles décrits par Miranda, Giupponi, Prendini et Scharff en 2021 mesure de 1,88 mm de long sur 2,60 mm à 2,60 mm de long sur 3,72 mm et celle des femelles de 2,00 mm de long sur 3,00 mm à 2,48 mm de long sur 3,60 mm.

## Publication originale
- Rahmadi & Kojima, 2010 : « Whip spiders of the genus Sarax in the Papuan region, with description of two new species (Amblypygi: Charinidae). » Journal of Arachnology, vol. 38, no 3, p. 475–484 (texte intégral).